# Madina Ulfatowna Biktagirowa
Madina Ulfatowna Biktagirowa (russisch Мадина Ульфатовна Биктагирова; engl. Transkription Madina Biktagirova; * 20. September 1964 in Osch, Kirgisische SSR) ist eine russische Langstreckenläuferin, die sich auf den Marathon spezialisiert hat.
1991 gewann sie die Premiere des Berliner Halbmarathons. 1992 siegte sie beim Los-Angeles-Marathon. Im selben Jahr kam sie als Vierte beim Marathon der Olympischen Sommerspiele 1992 in Barcelona ins Ziel, wurde aber wegen Dopings (Einnahme von Norephedrin) disqualifiziert und für drei Monate gesperrt.
Bei den Leichtathletik-Weltmeisterschaften 1993 in Stuttgart wurde sie Fünfte und im Jahr darauf Zweite beim New-York-City-Marathon. 1997 siegte sie beim Nagoya-Marathon und wurde Zweite beim Berlin-Marathon in ihrer persönlichen Bestzeit von 2:24:48 h.
Bei den Leichtathletik-Europameisterschaften 1998 in Budapest wurde sie Zweite im Marathon hinter Maria Manuela Machado (POR) und vor Maura Viceconte (ITA) und bei den Olympischen Spielen 2000 in Sydney Fünfte.
2000 gewann sie die 25 km von Berlin. 2002 und 2003 siegte sie beim Nagano-Marathon. 2005 (als Gesamt-Fünfte) und 2006 (als Gesamt-Achte) gewann sie die Masters-Wertung (über 40 Jahre) beim Boston-Marathon. In beiden Jahren siegte sie auch beim Istanbul-Marathon, wobei sie bei ihrem zweiten Sieg den Streckenrekord auf 2:28:21 h verbesserte.